# Gimbrett
Gimbrett ist heute ein Ortsteil der französischen Gemeinde Berstett in der Region Grand Est (bis 2015 Elsass).

## Geschichte

### Mittelalter
Im Mittelalter war es ein eigenständiges Dorf. Es gehörte schon Anfang des 13. Jahrhunderts als Allod zum Besitz der der Herren von Lichtenberg. Es lag im Amt Buchsweiler, das Anfang des 14. Jahrhunderts als Amt der Herrschaft Lichtenberg entstand. 1335 wurde eine Landesteilung zwischen der mittleren und der jüngeren Linie des Hauses Lichtenberg durchgeführt. Gimbrett fiel dabei an Ludwig III. von Lichtenberg, der die jüngere Linie des Hauses begründete. 1398 war Gimbrett Teil der Pfandmasse, die die Aussteuer von Hildegard von Lichtenberg bei ihrer Heirat mit Graf Simund Wecker von Zweibrücken-Bitsch garantierte.
Anna von Lichtenberg (* 1442; † 1474), Tochter von Ludwig V. von Lichtenberg (* 1417; † 1474), und eine von zwei Erbtöchtern mit Ansprüchen auf die Herrschaft, heiratete 1458 den Grafen Philipp I. den Älteren von Hanau-Babenhausen (* 1417; † 1480). Der hatte eine kleine Sekundogenitur aus dem Bestand der Grafschaft Hanau erhalten, um sie heiraten zu können. Durch die Heirat entstand die Grafschaft Hanau-Lichtenberg. Nach dem Tod des letzten Lichtenbergers, Jakob von Lichtenberg, eines Onkels von Anna, erhielt Philipp I. d. Ä. 1480 die Hälfte der Herrschaft Lichtenberg. Die andere Hälfte gelangte an seinen Schwager, Simon IV. Wecker von Zweibrücken-Bitsch. Das Amt Buchsweiler – und damit auch Gimbrett – gehörten zu dem Teil von Hanau-Lichtenberg, den die Nachkommen von Anna erbten. Das Ortswappen nimmt direkten Bezug auf das Wappen der Grafschaft Hanau.

### Neuzeit
Graf Philipp IV. von Hanau-Lichtenberg (1514–1590) führte nach seinem Regierungsantritt 1538 die Reformation in seiner Grafschaft konsequent durch, die nun lutherisch wurde.
Mit der Reunionspolitik Frankreichs unter König Ludwig XIV. kam das Amt Buchsweiler unter französische Oberhoheit. Nach dem Tod des letzten Hanauer Grafen, Johann Reinhard III. 1736, fiel das Hanau-Lichtenberg – und damit auch das Amt Buchsweiler – an den Sohn seiner einzigen Tochter, Charlotte, Landgraf Ludwig (IX.) von Hessen-Darmstadt. Mit dem durch die Französische Revolution begonnenen Umbruch wurde Gimbrett französisch. 1798 hatte es 222 Einwohner. 1972 kam es zum Zusammenschluss der Gemeinden Berstett, Gimbrett, Reitwiller und Rumersheim zur neuen Großgemeinde Berstett.

## Sehenswürdigkeiten
- Evangelisch-lutherische Kirche[6]